# Bugün
Bugün (с тур. — «Сегодня») — турецкая ежедневная газета. Основана в 2003 году. Издавалась с 2005 по 2016 год.
Bugün основана в январе 2003 года журналисткой Назлы Ылыджак как Dünden Bugüne Tercüman (с тур. — «Переводчик со вчерашнего на сегодняшний день») в попытке возродить газету Tercüman (с тур. — «Переводчик»). С таким названием газета входила в состав холдинга Ilıcak Holding. В 2005 году газета была переименована в Bugün и вошла в состав медиагруппы Ciner Medya Grubu. В том же году газета была продана холдингу Koza İpek Holding и вошла в медиагруппу Koza İpek Medya. Koza İpek Holding — конгломерат, который турецкое правительство связывало с последователями турецкого проповедника Фетхуллаха Гюлена. В течение 2010-х годов газета соответствовала консервативным позициям правящей Партии справедливости и развития, но после раскола в 2013 году она начала критиковать партию, а с 2015 года относилась к оппозиционным СМИ Турции. Смена позиции привела к сокращению тиража с 100 тыс. до 5 тыс. экземпляров в год. После смены руководства в редакции, 29 февраля 2016 года, после смены руководства в Koza İpek Holding и передачи её Управлению попечителей выпуск газеты был прекращён. Часть редакторов, журналистов и писателей, которые были уволены из медиа-органов Koza İpek Holding решением попечителя, 17 ноября 2015 года основали новую общенациональную газету под названием Özgür Düşünce (с тур. — «Думая о свободе»). 19 июня 2016 года, после попытки военного переворота в Турции, выпуск этой газеты также был прекращён.
В ноябре 2015 года на фоне обострения взаимоотношений между Россией и Турцией в связи с уничтожением российского бомбардировщика Су-24 в Сирии газета Bugün вышла с заголовком на русском языке «Мы друзья, соседи» с призывом к нормализации отношений.